# Johann Christian Bach
Johann Christian Bach, nemški skladatelj, * 5. september 1735, Leipzig, † 1. januar 1782, London.
Johann Christian Bach je bil enajsti od trinajstih otrok Johanna Sebastiana Bacha in njegove druge žene Anne Magdalene. V glasbi ga je prvih petnajst let (do svoje smrti leta 1750) poučeval oče, nato pa njegov starejši brat Philipp Emmanuel, dvorni čembalist pruskega kralja. Brat ga je izuril v odličnega čembalista in v Berlinu je večkrat samostojno nastopal. Leta 1754 je Johann Christian odpotoval v Italijo, kjer je prestopil v katoliško vero in postal dvorni glasbenik pri grofu Agostinu Litti v Milanu. Delodajalec mu je omogočil študij pri  p. Martiniju v Bologni in pri G. B. Sammartiniju Milanu. Leta 1760 je postal organist milanske stolnice. Zložil je vrsto nabožnih del, zares pa je uspel z operami Artaserse, Catone in Utica in Alessandro nelle Indie, ki so njegovo slavo razširile po vsej Evropi. 
Leta 1762 je mladi Bach odšel v London, kjer je deloval v Kraljevem gledališču, ki je redno uprizarjalo njegove opere. S prijateljem C. F. Ablom sta petnajst let organizirala slovite Bachove in Ablove koncerte. Leta 1764 in 1765 se je v Londonu zadrževala Mozartova družina in Wolfgang se je pri Christianu Bachu učil kompozicije. Bach je čudežnemu dečku zastavljal vedno težje glasbene uganke in naloge, ki jih je otrok z lahkoto reševal. Postala sta velika prijatelja in Bachov slog je opazen v Mozartovih mladostnih delih, pa tudi kasnejših skladbah. Bach je namreč prenesel melodične linije, značilne za italijansko opero tistega časa v svoja komorna dela in simfonije. Ta glasbeni izraz so imenovali stile galante in Mozart je postal v njem nedosežen mojster. 
Johann Christian Bach je poleg velikega števila oper, maš, sonat, kvartetov, kvintetov, trio-sonat, koncertantnih simfonij in arij napisal 92 simfonij, ki so bile po obliki in slogu nekje vmes med italijansko sinfonio in simfonijo klasicističnega obdobja: imele so sonatni allegro, počasen drugi stavek in plesno razgiban finale. Muzikološka znanost trdi, da je bil J. C. Bach prvi, ki je načrtno izrabljal nasprotja med glasbenimi idejami, kar je osnovno načelo sonatne oblike. Prav to kompozicijsko načelo je mladi Mozart s pridom uporabil v svojih kompozicijah. V glasbeno zgodovino pa bi se J. Chr. Bach zapisal že z dejstvom, da je bil prvi, ki je izdal zvezek sonat za novi inštrument klavir (leta 1766).